# Atomkraft? - Nej Tak
Atomkraft? - Nej Tak er et dansk musikalbum udgivet i 1976 på CBS (ATOM P) med medvirken af en række danske bands. Albummet indeholder en række sange, hvis tema kredser om modstanden mod atomkraft og albummets titel og cover var hentet fra datidens slogan udviklet af Organisationen til Oplysning om Atomkraft.
Albummet blev oprindeligt udsendt som LP og blev genudsendt som CD i 2010 på Universal (UNI 275 257 3) som en del af bokssættet Dansk Rock Historie 1965-1978. 

## Indhold

### Side 1
1. Gnags, "Sig Nej, Sig Nej"	2:24
2. Jomfru Ane, "Den Stumme Lakaj" 2:47
3. Agitpop, "Sang Om A-Kraft"	3:28
4. Bifrost, "Solsorten" 3:13
5. Povl Dissing & O.O.A.-Gruppen, "Så Bare, Bare, Bare Ta' Det Roligt" 3:55
6. Spillemændene & Shit & Chanel	"Til Danmark" 3:43
7. Sebastian, "Håber Fordi" 4:55

### Side 2
1. Hos Anna	"Atomkraftædemig-Nej" 2:18
2. Lasse Helner & Mathilde, Abesangen 2:46
3. Totalpetroleum, "Den Bedste Isme (Min Organisme)"	2:27
4. Niels Hausgaard, "Hilsen Fra Os"	3:37
5. Aorta, "Atomenergiens ABC" 1:40
6. Lone Kellermann, "Sidste Vers" 4:54
7. Krølle-Erik, "Energi-Junkie" 3:21
8. Gasolin'	"Dejlig er Jorden"	2:57

## Eksterne links
- Information på discogs.com